# Heba Hefny
Heba Rashid Hefny (arab. هبة رشيد حفني; ur. 16 października 1972) – egipska judoczka. Trzykrotna olimpijka. Zajęła dziewiąte miejsce w Atlancie 1996 i Sydney 2000, a także dwudzieste w Barcelonie 1992. Walczyła w wadze ciężkiej.
Piąta na mistrzostwach świata w 1993; uczestniczka zawodów w 1995, 1997, 1999 i 2003. Startowała w Pucharze Świata w latach 1995, 1996 i 1998-2002. Złota medalistka igrzysk afrykańskich w 1995, 1999 i 2003. Zdobyła siedem medali mistrzostw Afryki w latach 1996 - 2002. Triumfatorka igrzysk śródziemnomorskich w 2001 i druga w 1997. Wygrała igrzyska panarabskie w 1999. Pierwsza na igrzyskach frankofońskich w 1994 i trzecia w 2001 roku.

## Letnie Igrzyska Olimpijskie 1992
| Konkurencja | Eliminacje                    | Klas. końcowa |
| Konkurencja | Przeciwnik I                  | Miejsce       |
| ----------- | ----------------------------- | ------------- |
| +72 kg      | Swietłana Gundarienko (EUN) P | 20.           |

## Letnie Igrzyska Olimpijskie 1996
| Konkurencja | Eliminacje            | Eliminacje             | Repasaże                | Klas. końcowa |
| Konkurencja | Przeciwnik I          | 1/4                    | Przeciwnik I            | Miejsce       |
| ----------- | --------------------- | ---------------------- | ----------------------- | ------------- |
| +72 kg      | Heidi Burnett (AUS) Z | Beata Maksymow (POL) P | Christine Cicot (FRA) P | 9.            |

## Letnie Igrzyska Olimpijskie 2000
| Konkurencja | Eliminacje            | Repasaże                  | Repasaże                | Klas. końcowa |
| Konkurencja | Przeciwnik I          | Przeciwnik I              | Przeciwnik II           | Miejsce       |
| ----------- | --------------------- | ------------------------- | ----------------------- | ------------- |
| +78 kg      | Sandra Köppen (GER) P | Maryna Prokofjewa (UKR) Z | Christine Cicot (FRA) P | 9.            |